# Окерсберга
Окерсберга — місто та адміністративний центр комуни Естерокер, лену Стокгольм, Швеція з 28 033 жителями в 2010 році.

## Історія
У 1901 році в цій сільській місцевості було відкрито залізничну станцію Берга (30 км від Стокгольма). За нею з'явились декілька магазинів та поштове відділення пішли за ним. Назва Берга було змінено на «Окерс Берга», щоб уникнути плутанини з іншими «Берга» в Швеції, а пізніше назва перетворилась на нинішню «Окерсберга». Після Другої світової війни невелике село виросло і були побудовані житлові будинки. Окерсберга поступово перетворилось на передмістя, де багато його мешканців їздили на роботу в Стокгольмі.
В останні десятиліття Окерсберга прийняло більш міський характер. У період між 1974 і 1982 роками Окерсберга було центром комуни Ваксгольм. Коли муніципалітет був розділений в 1983 році, Окерсберга стало центром нової комуни Естерокер.
Серед відомих людей з Окерсберги — Лорін, Томмі Альбелін, Маттіас Густафссон та інші. Національно відомий панк-рок гурт Coca Carola — також з Окерсберга. Ще двома національно відомими гуртами Окерсберга є Lustans Lakejer і Eskobar, Lustans Lakejer також випустили альбом під назвою Åkersberga.
Окерсберга обслуговується вузькоколіною міською залізницею Roslagsbanan, яка має чотири зупинки у місті: Естерскер, Тунагорд, Окерсберга та Окерс-Руне.